# Рублёво-Архангельское (станция метро)
«Рублёво-Арха́нгельское» — строящаяся станция Московского метрополитена в составе Рублёво-Архангельской линии. Она будет входить во второй участок линии «Рублёво-Архангельское» — «Изумрудные холмы», будет расположена на западе Москвы, за МКАД, в новом микрорайоне массовой жилой застройки Рублёво-Архангельское, в границах района Кунцево Западного административного округа, к югу от Захарковской поймы и к северо-востоку от Захарковского карьера, на примерно равном расстоянии от обоих водных объектов, в зоне проектируемой улично-дорожной сети.
Станция — мелкого заложения, колонная трёхпролётная, с двумя рядами колонн вдоль продольной оси станции и островной платформой. Будет иметь два подземных вестибюля с выходами через подуличные переходы на обе стороны Проектируемого проезда № 7107.

## История
Станция «Рублёво-Архангельское» впервые появляется в предпроектных проработках летом 2012 г., одновременно с самим новым радиусом, являясь и конечной его станцией, и основной целью: обеспечить скоростным внеуличным транспортом новый одноимённый район массовой жилой застройки на территории, присоединённой 1 июля 2012 г. к Москве. С появлением в июне 2016 г. в предпроектных проработках ст. «Ильинская» «Рублёво-Архангельское» перестаёт быть конечной и отныне проектируется промежуточной станцией без путевого развития.

## Строительство
- 19 июля 2024 года началось строительство станции[2].
- февраль 2025 — начата проходка левого тоннеля к Липовой роще.
- 11 апреля 2025 — началась проходка правого тоннеля к Липовой роще, длина 2,3 км, 200 м под рекой[3].
- июль 2025 — начата проходка тоннеля к Ильинской.

## Станция в цифрах
Пикет ПК 237+47,110